# Ernest Amas
Ernest Amas est un artiste peintre né le 1er janvier 1869 à Landrecies (Nord), commune où il est mort le 11 août 1959.

## Biographie
Ernest Amas est né en 1869, la même année que Matisse. Ils étudient ensemble au Le Cateau-Cambrésis puis à Lille. Il s'installe à Paris où de 1890 à 1895, il suit des cours à l'Académie Julian, dans l'atelier Bouguereau et celui de Luc-Olivier Merson.
Élève de Gustave Moreau, il échoue au prix de Rome mais obtient en 1900 le prix Paul-Chenavard.
Sociétaire du Salon des artistes français, il obtient en 1921 le prix Rosa-Bonheur. Il lègue une partie de son œuvre à sa ville natale

## Œuvres
- Portrait de Mme Delsaux
- Portrait d'une femme voilée
- Portrait de Laure Daudin âgée
- Paysan à la casquette
- Scène du siège de 1794 1893
- Dessin académique 1894
- Autoportrait 1903
- Bouquet de giroflée
- Le repos
- La lessive de Benoîte 1913
- Saint Sébastien soigné par Irène, Landrecies, église

## Musée
- Musée Ernest-Amas de Landrecies